# Kenneth Lane
Kenneth Ralph Lane (Toronto, 16 de agosto de 1923-Toronto, 22 de enero de 2010) fue un deportista canadiense que compitió en piragüismo en la modalidad de aguas tranquilas. Su hermano Norman compitió en el mismo deporte.
Participó en los Juegos Olímpicos de Helsinki 1952, obteniendo una medalla de plata en la prueba de C2 10 000 m.

## Palmarés internacional
| Juegos Olímpicos | Juegos Olímpicos     | Juegos Olímpicos | Juegos Olímpicos |
| Año              | Lugar                | Medalla          | Competición      |
| ---------------- | -------------------- | ---------------- | ---------------- |
| 1952             | Helsinki (Finlandia) | Medalla de plata | C2 10 000 m      |